# فؤاد الأول
فؤاد الأول (26 مارس 1868 - 28 أبريل 1936)، سلطان مصر من 1917 إلى 1922، ثم غير اللقب وأصبح ينادى بملك مصر وسيد النوبة وكردفان ودارفور، وذلك منذ إعلان استقلال مصر في 15 مارس 1922 بعد تصريح 28 فبراير 1922 برفع الحماية عن مصر.

## حياته

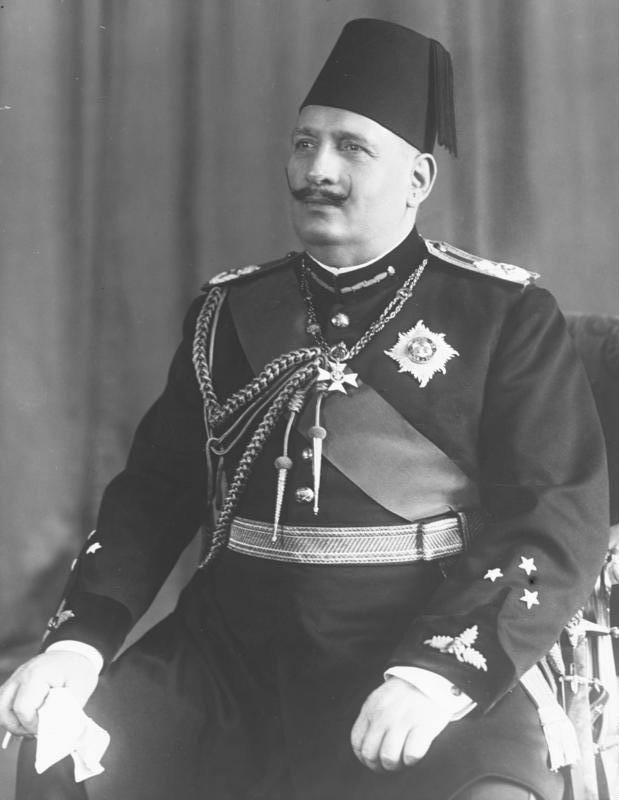
الملك فؤاد سنة 1931

هو أحمد فؤاد بن إسماعيل بن إبراهيم باشا بن محمد علي باشا. ولد بقصر والده الخديوي إسماعيل بالجيزة، والدته هي الزوجة الثالثة للخديوي الأميرة فريال هانم. وعند بلوغه السابعة من عمره ألحقه والده بالمدرسة الخاصة في قصر عابدين والتي كان قد أنشأها لتعليم أنجاله، واستمر بها ثلاث سنوات، وفيها أتقن مبادئ العلوم والتربية العالية. وبعد عزل والده الخديوي إسماعيل سنة 1879 صحبه معه إلى المنفى في إيطاليا.

## تعليمه
التحق بالمدرسة الإعدادية الملكية في مدينة تورينو الإيطالية، فاستمر بها حتى أتم دراسته، ثم انتقل إلى «تورين الحربية» وحصل على رتبة ملازم في الجيش الإيطالي، وأُلحق بالفرقة الثالثة عشر (مدفعية الميدان). وانتقل بعد ذلك مع والده إلى الأستانة بعد شرائه لسراي مطلة على البوسفور.

## مسيرته المهنية
وعين ياورًا فخريًا للسلطان عبد الحميد الثاني، ثم انتدب بعد ذلك ليكون ملحقًا حربيّاً لسفارة الدولة العليا في العاصمة النمساوية فيينا. عاد إلى مصر سنة 1890، وتولى منصب كبير الياورن في عهد الخديوي عباس حلمي الثاني، وتدرج في المنصب حتى أصبح ياورًا للخديوي واستمر في هذا المنصب ثلاث سنوات متتالية، كما عني بشؤون الثقافة فرأس اللجنة التي قامت بتأسيس وتنظيم الجامعة المصرية الأهلية. اهتم فؤاد الأول بإنشاء الجامعة المصرية، حيث لم تكن إلى سنة 1908 م إلا مجرد أمنية وهو الذي أخرجها إلى حيز الوجود واحتفل بافتتاحها في 21 ديسمبر سنة 1908م. وأسس الجمعية السلطانية للاقتصاد والإحصاء والتشريع، وقد افتتحها باحتفال في 8 أبريل سنة 1909م، وقامت هذه الجمعية بمحاضرات عديدة ومباحثات مفيدة. وفي 5 يناير سنة 1910م انتخبه مجلس إدارة جمعية الإسعاف بمدينة القاهرة رئيسًا للجمعية.في 6 فبراير سنة 1915م خلف أخاه السلطان في رئاسة شركة السكة الحديدية البلجيكية بالوجه البحري.وفي 2 مارس 1916م رأس جمعية الهلال الأحمر في مصر.

## حكمه
وعند وفاة السلطان حسين كامل رفض ابنه الأمير كمال الدين حسين أن يخلفه، فاعتلى عرش مصر بدلًا منه. وفي عهده قامت ثورة 1919 واضطر الإنجليز إلى رفع حمايتهم عن مصر والاعتراف بها مملكة مستقلة ذات سيادة، فأعلن الاستقلال في 15 مارس 1922، وأصدر لحكومته أمرًا كريمًا بإعداد مشروع لوضع نظام دستوري، يحقق للبلاد أمانيها بالتعاون بين الأمة والحكومة في إدارة شؤون البلاد ويقرر مبدأ المسئولية الوزارية. وفي 13 أبريل 1922 أصدر القانون رقم 25 لسنة 1922 الخاص بوضع نظام لوراثة العرش في أسرة محمد علي وتم في عهده تأليف أول وزارة شعبية برئاسة سعد زغلول وذلك في يناير من عام 1924. وفي صيف 1936 عقدت معاهدة بين مصر والمملكة المتحدة اعترفت الأخيرة بمصر دولة مستقلة.

### الاعتداء عليه
في مايو من عام 1898 تعرض لاعتداء من الأمير «أحمد سيف الدين» الذي أطلق عليه النار في «نادي محمد علي» بسبب نزاع بينه وبين زوجته الأميرة شويكار خانم أفندي فاستنجدت بأخيها أحمد سيف الدين، الذي قام بإطلاق النار عليه، لكنه لم يمت وإنما سببت له بعض المشاكل في حنجرته وسببت له ضخامة في الصوت.

## إنجازاته
- أسس الجمعية السلطانية للاقتصاد والإحصاء والتشريع، وقام بافتتاحها في 8 أبريل 1909.
- أسس جمعية لترغيب السياح في زيارة البلاد المصرية ومشاهدة آثارها وذلك في عام 1909.
- رأس جمعية الهلال الأحمر في مصر في 2 مارس 1916.
- أمر بتشييد مبنى البرلمان، وإصدار الدستور.

- تأسست في عهده الجامعة المصرية عام 1925 التي حملت اسمه عام 1940 بعد ضمها للحكومة.
- نتيجة لمساعيه قبلت المملكة المتحدة وفرنسا وإيطاليا أن يتعلم بعض الطلبة المصريين مجانًا في جامعات لندن وباريس وروما.
- انتُخب زميلًا شرفيًا لكلية الجراحين الملكية بإنجلترا في 1 أغسطس 1929.[10]
- في عهده كانت صناعة أول دواء البلهارسيا حمل اسم الفؤادين من إنتاج شركة باير

## وفاته
توفي في 28 أبريل 1936 بقصر القبة، ودفن في مسجد الرفاعي.

## أسرته
| الزوجة            | أبنائه منها                                                             |
| ----------------- | ----------------------------------------------------------------------- |
| شويكار خانم أفندي | الأمير إسماعيل بك والأميرة فوقية                                        |
| الملكة نازلي      | الملك فاروق، الأميرة فوزية، الأميرة فايزة، الأميرة فايقة، الأميرة فتحية |

## معرض صور

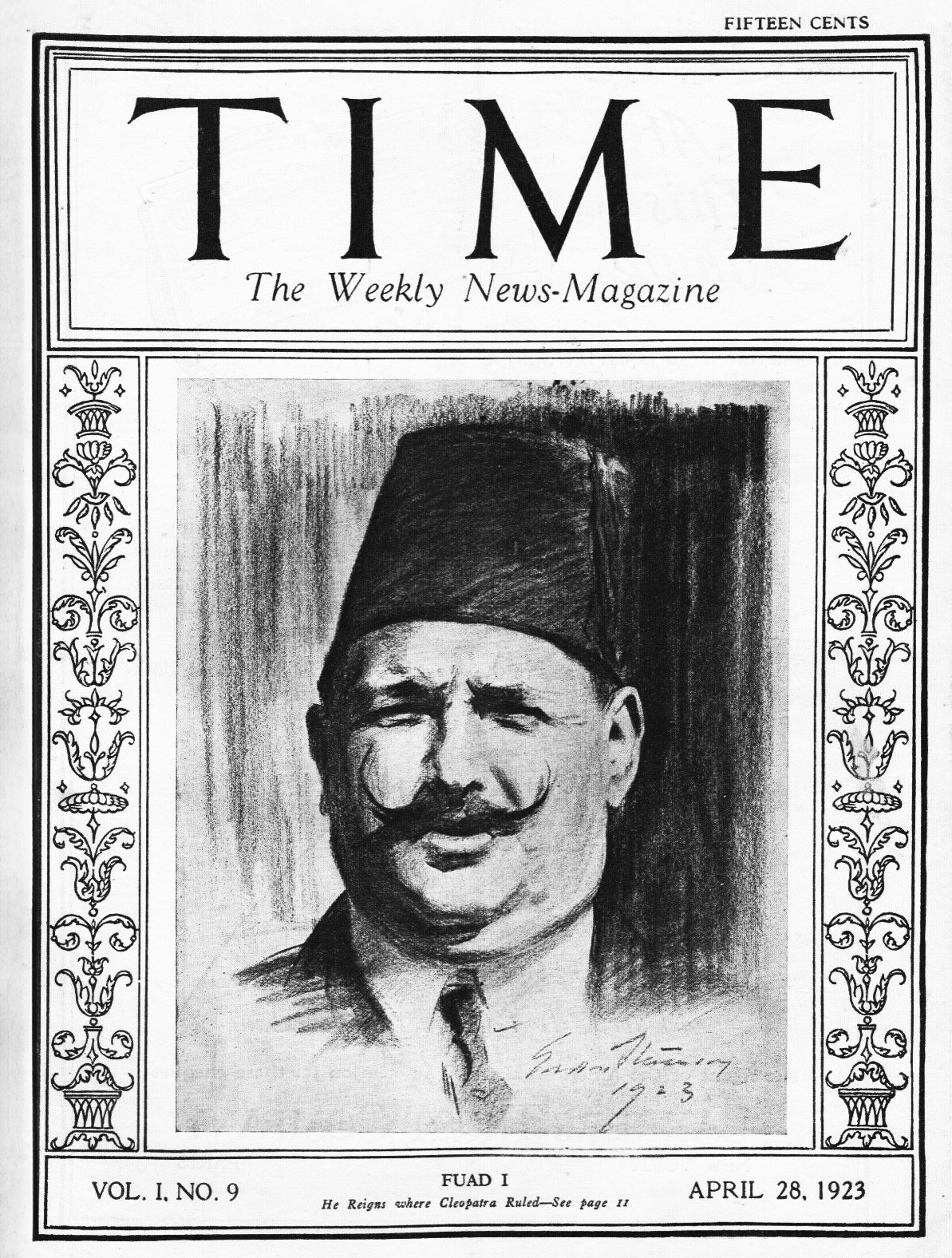
الملك فؤاد على غلاف مجلة تايمز 1923
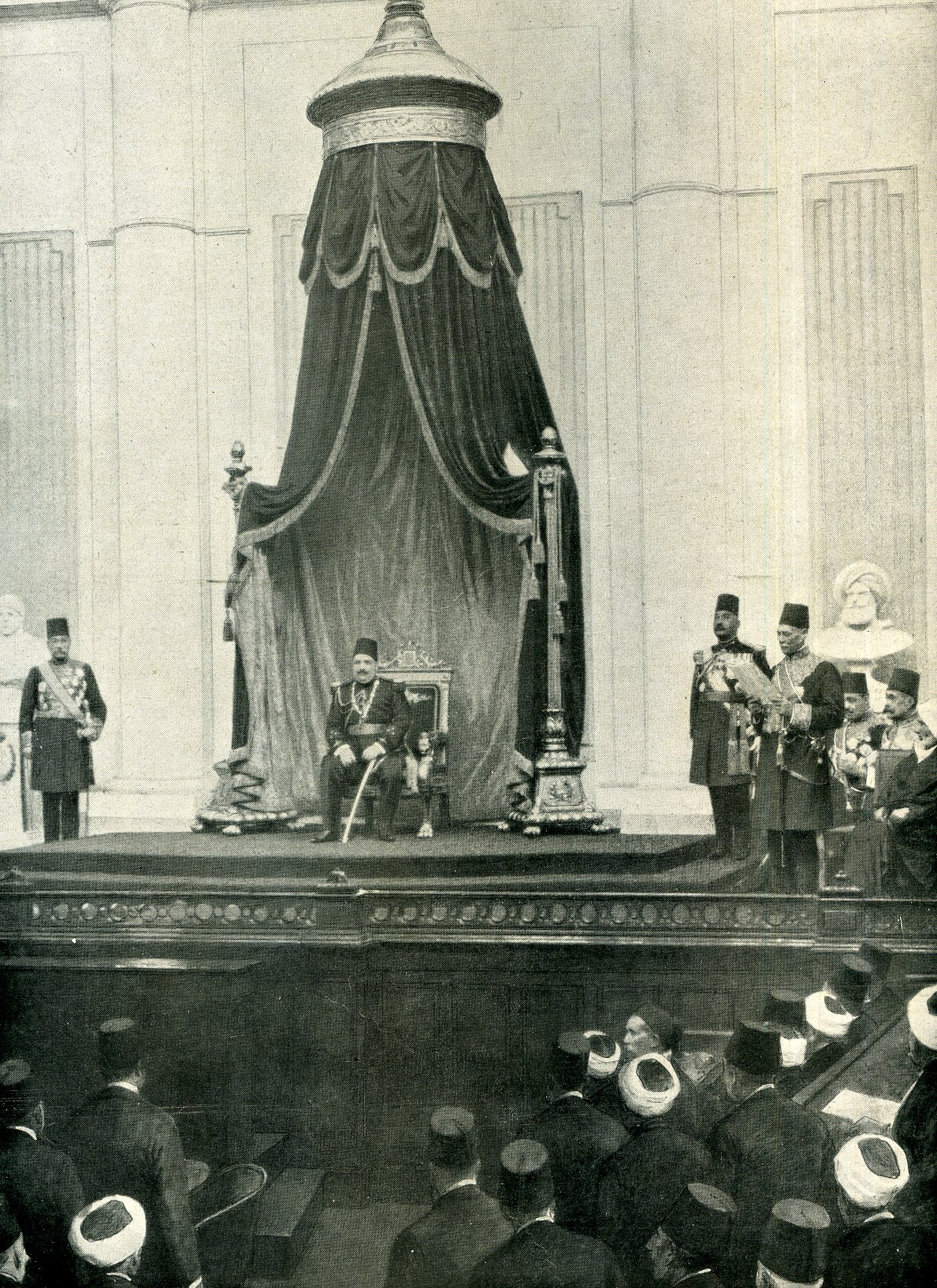
الملك فؤاد يفتتح البرلمان
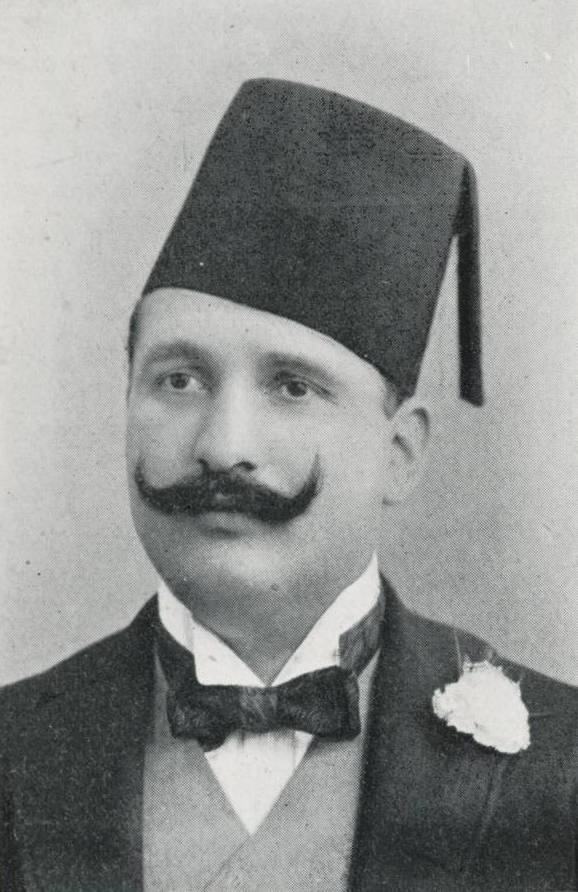
الملك فؤاد عام 1906
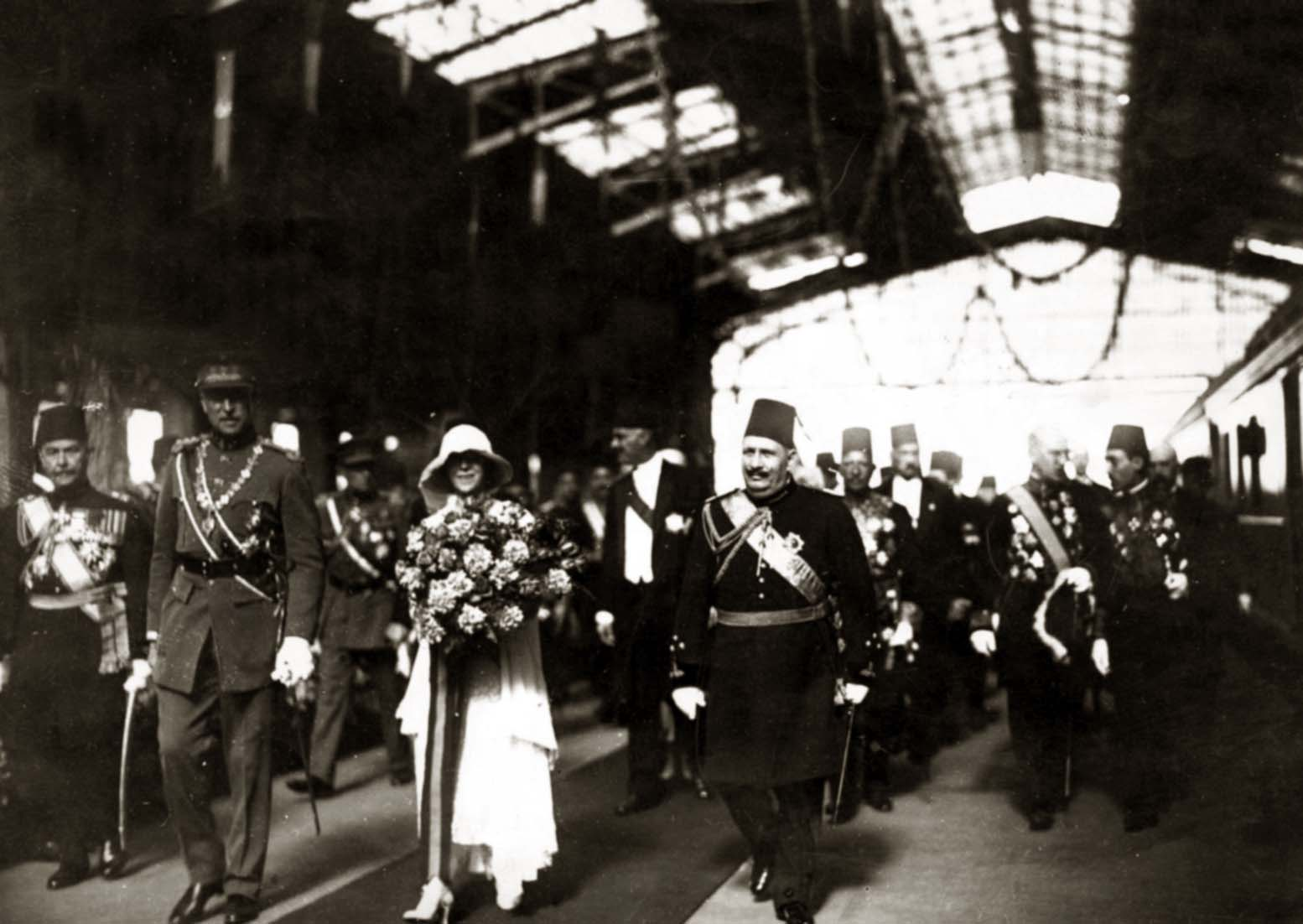
مع ملك بلجيكا وملكة بلجيكا في محطة سكة حديد مصر،
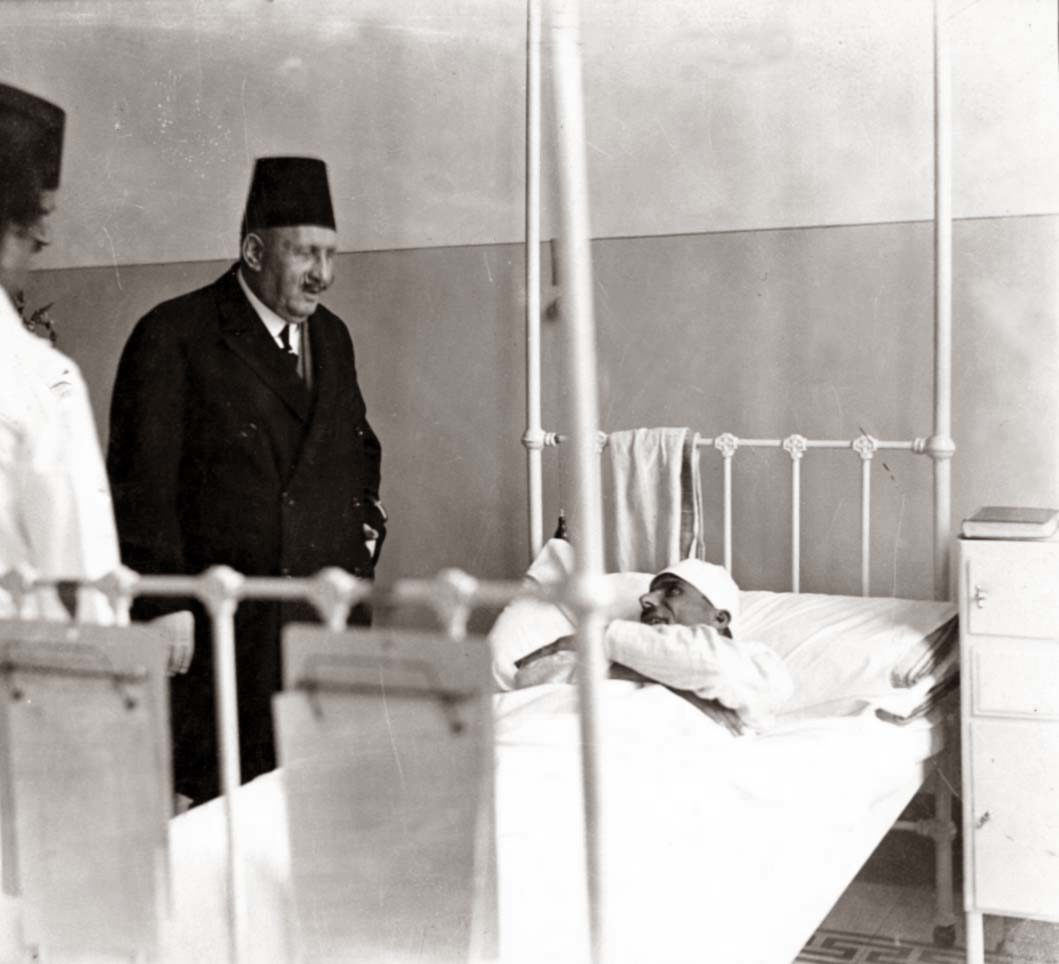
أثناء زيارته لأحد المرضى في مستشفى السكة الحديد بعد افتتاحها
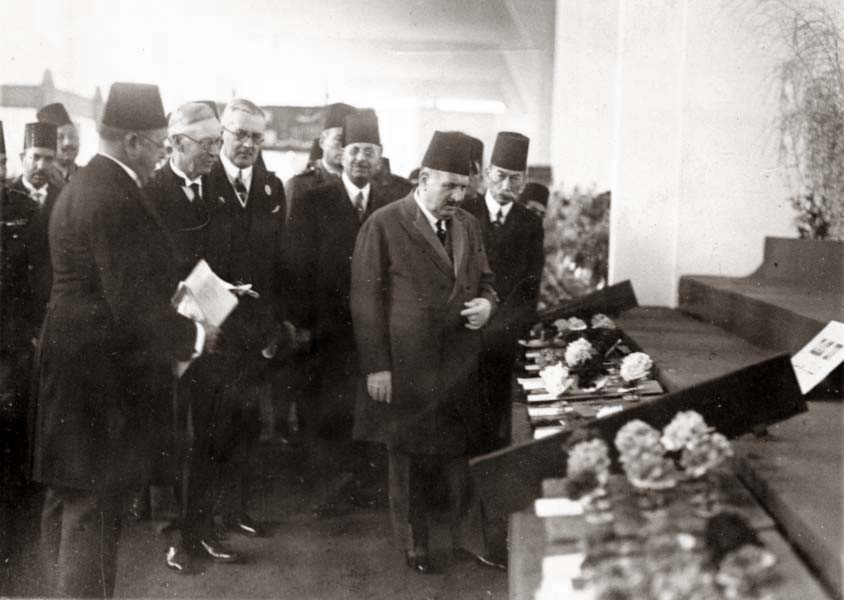
في زيارة للمعرض السنوي للزهور
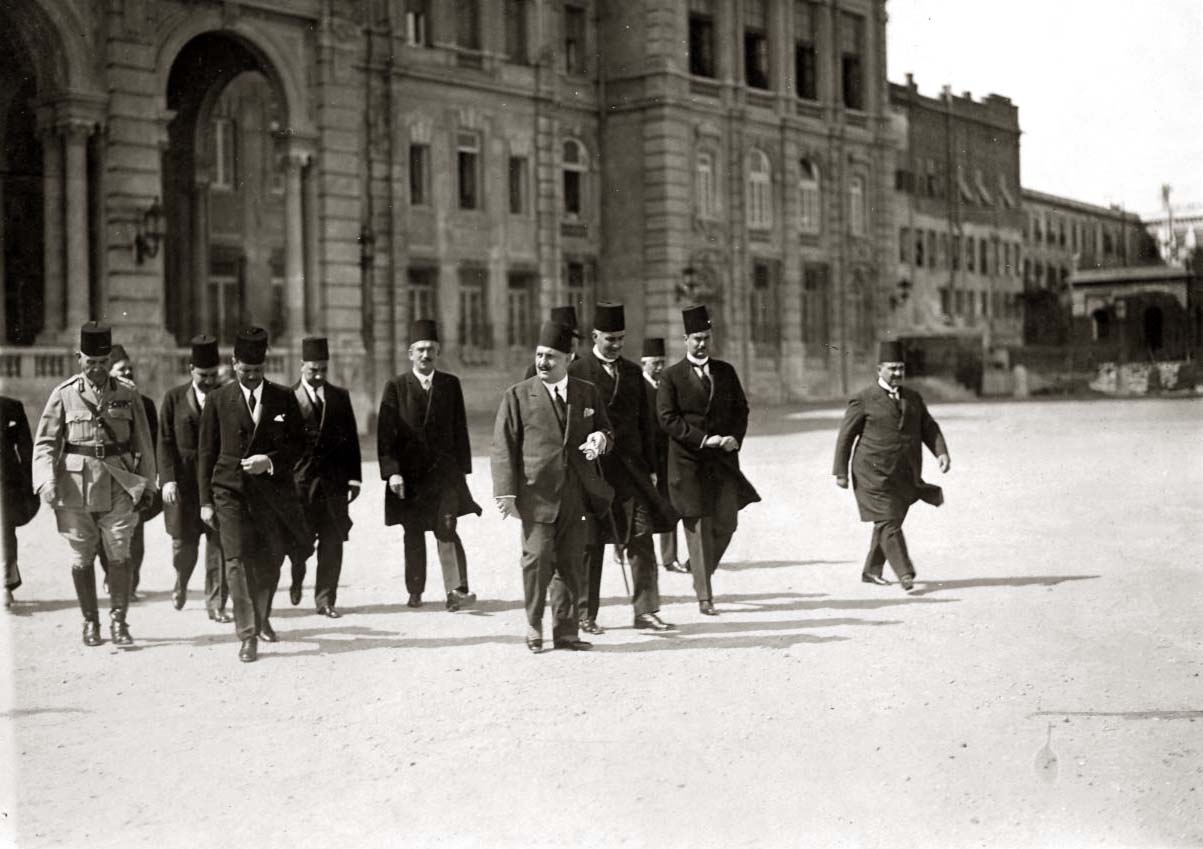
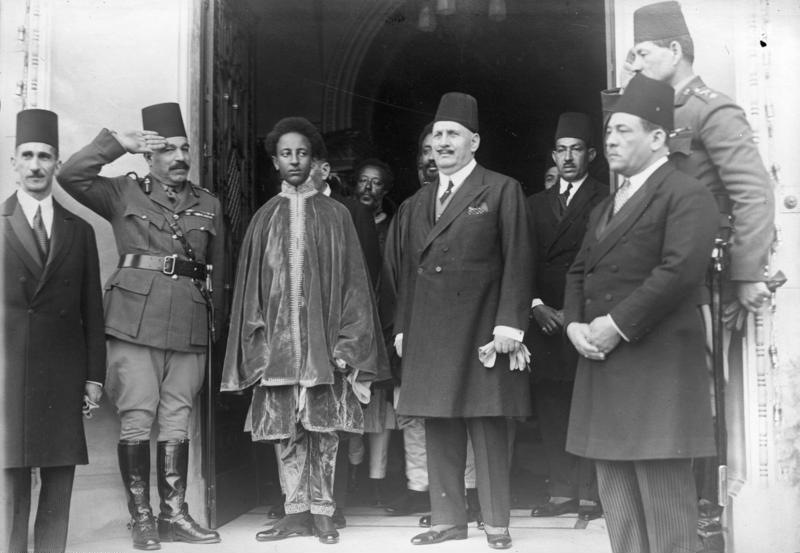
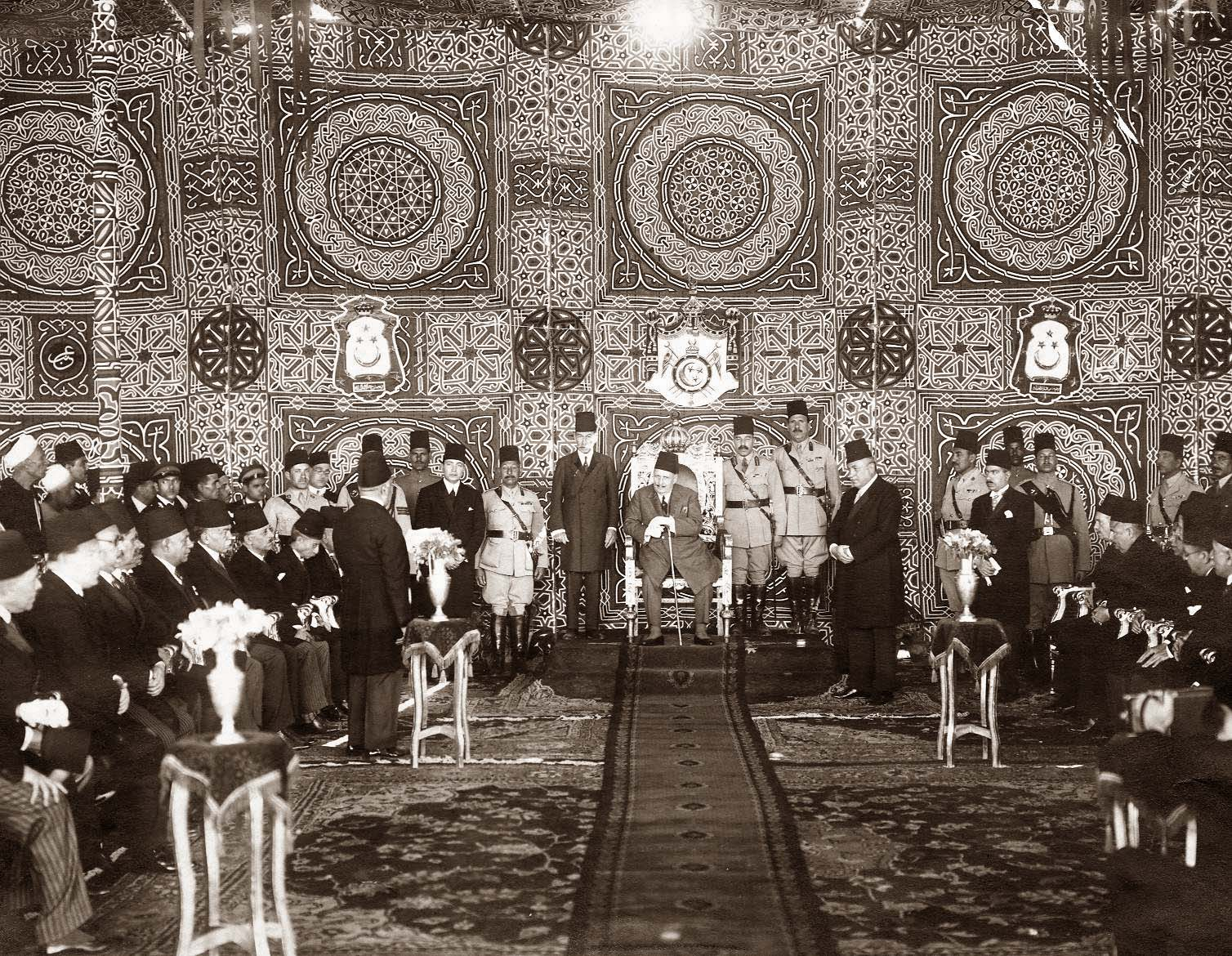
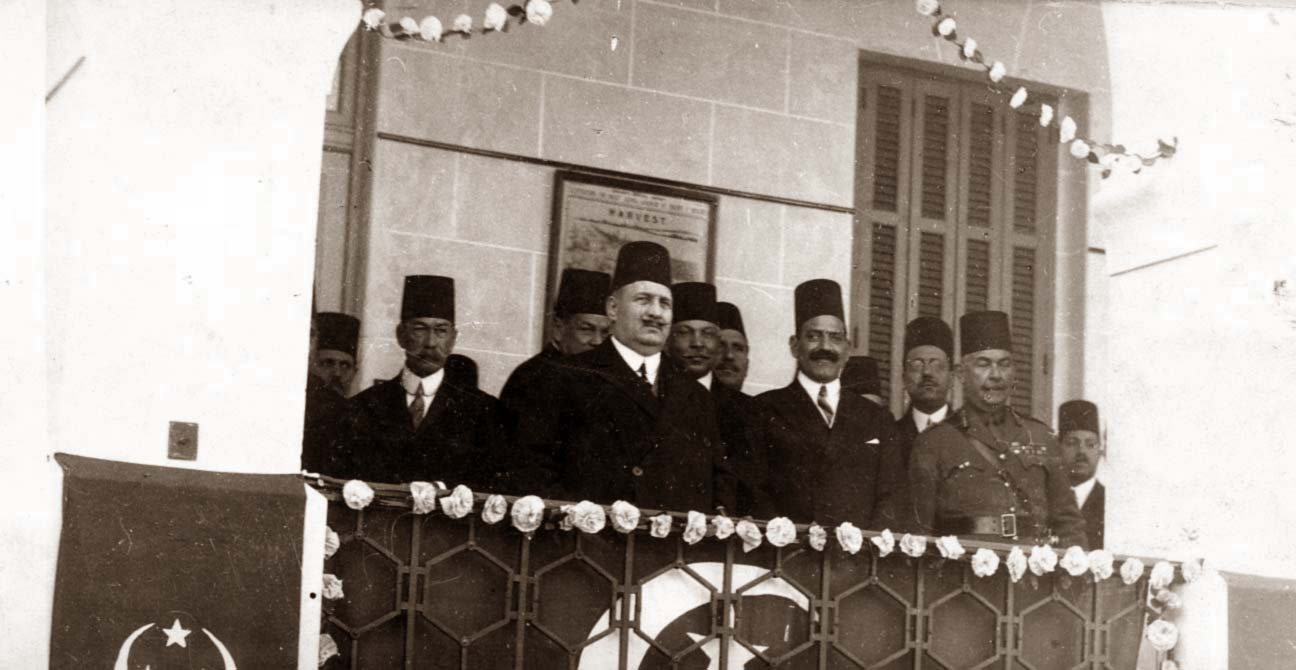
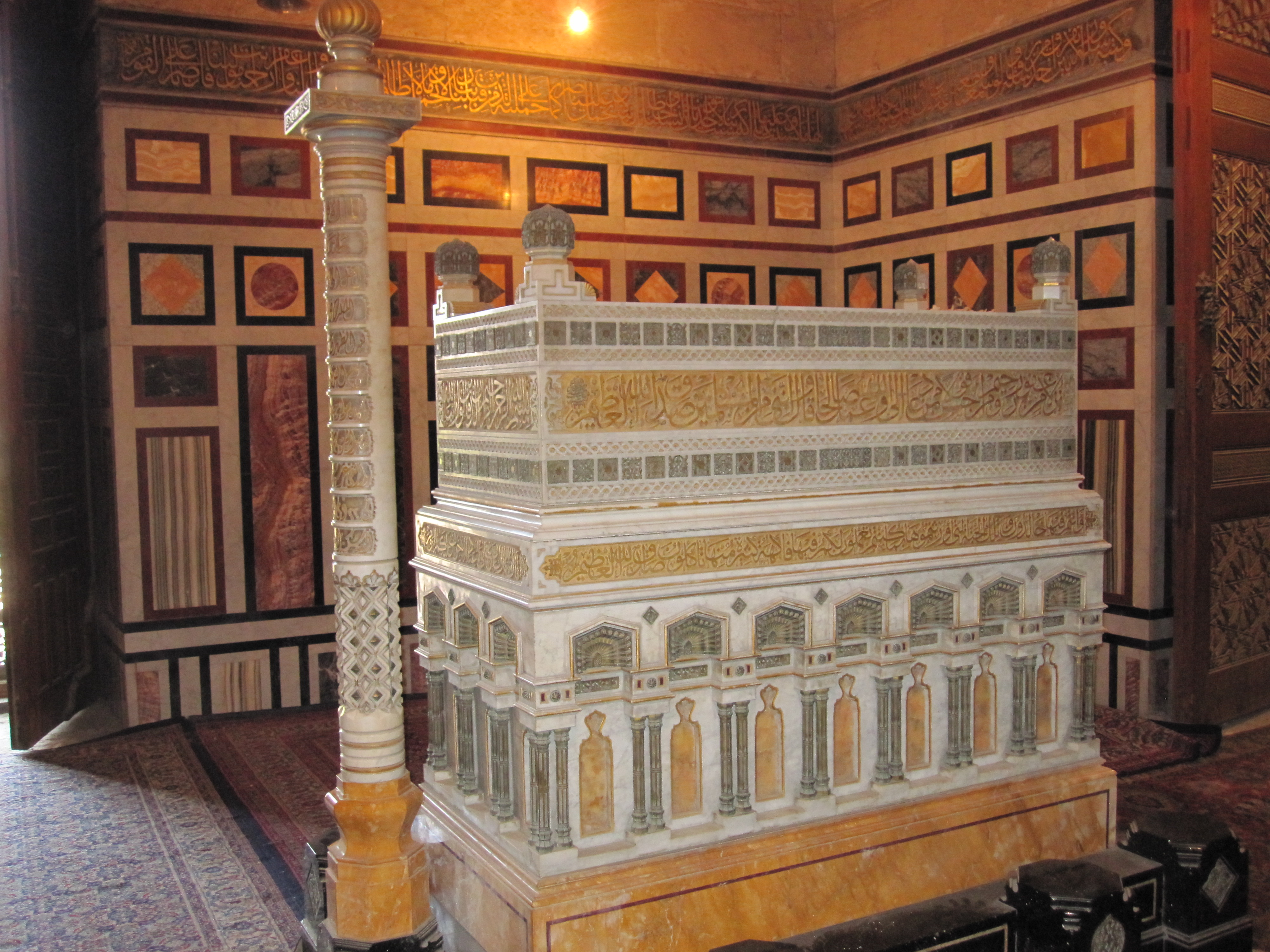
ضريح الملك فؤاد

## أعمال فنية وأدبية
تناولت شخصيته بعدد من الأفلام والمسلسلات والأعمال الأدبية نذكر منها:
- مسلسل أوراق مصرية عام 1998، أدى شخصيته رؤوف مصطفى.
- مسلسل الملك فاروق عام 2007 عن قصة حياة الملك فاروق، بطولة تيم الحسن وأدى دوره الممثل حسن كامي.
- مسلسل ملكة في المنفى عام 2010، عن قصة الملكة نازلي بطولة نادية الجندي وأدى شخصيته فايق عزب
- مسلسل مشرفة رجل لهذا الزمان سنة 2011 عن قصة حياة علي مصطفى مشرفة بطولة أحمد شاكر عبد اللطيف..وأدى شخصيته نبيل نور الدين
- مسلسل أهل الهوى سنة 2013 عن قصة بيرم التونسي وسيد درويش، وأدى شخصيته علاء قوقة.
- المسلسل التركي عاصمة عبد الحميد عن قصة السلطان العثماني عبد الحميد الثاني.